# Богенвил (острво)
Острво Богенвил (eng: Bougainville Island, Tok Pisin: Bogenvil) је главно острво Аутономне покрајине Богенвил, која је део Папуе Нове Гвинеје. Пре тога је била главно острво у Северним Соломоновим Острвима као део Немачког царства.
Богенвил је највеће острво у архипелагу Соломонових Острва. Већина острва овог архипелага су део независне државе Соломонова Острва. Део је екорегије кишних шума Соломонових острва. Бугенвил и оближње острво Бука чине јединствену копнену масу подељену 300 m дубоким мореузом. 
На острву се налази неколико активних, успаваних или неактивних вулкана од којих неки достижу и 2.400 m надморске висине. Вулкан Багана, висок 1.750 m, који се налази у северном делу острва је поприлично активан и избацује пепео који се може видети са даљине од неколико километара. Земљотреси су чести у овом подручју, али наносе малу штету.
Богенвил ће се са остатком Аутономне покрајине Богенвил отцепити од Папуе Нове Гвинеје 2027. године, после референдума одржаног 2019. Међутим, још увек се чека на одобрење парламента Папуе Нове Гвинеје.

## Рефренце
1. ↑  „Bogenvil”. Tok Pisin English Dictionary. Архивирано из оригинала 25. 06. 2021. г. Приступљено 4. 12. 2019.
2. ↑  „PNG, B'ville agree on latter's independence”. Post Courier (на језику: енглески). 2021-07-07. Приступљено 2021-07-07.
3. ↑  „Bougainville referendum not binding - PM”. Radio New Zealand (на језику: енглески). 11. 3. 2019. Приступљено 18. 3. 2019.
4. ↑  „Bougainville referendum: region votes overwhelmingly for independence from Papua New Guinea”. The Guardian. Приступљено 11. 12. 2019.